# Pachia
Pachia (węg. Páké) – wieś w Rumunii, w okręgu Covasna, w gminie Brateș. W 2011 roku liczyła 334 mieszkańców.